# Saint-Léonard, Vosges
Saint-Léonard là một xã thuộc tỉnh Vosges trong vùng Grand Est miền đông bắc nước Pháp.